# Renge-ji (Sumoto)
Le Renge-ji (蓮花寺) est un temple bouddhiste shingon situé dans la ville de Sumoto, sur l'île d'Awaji.

## Histoire
Le temple est construit en 1332 par Zenjo Ritsushi pour honorer l'empereur défunt Go-Uda.

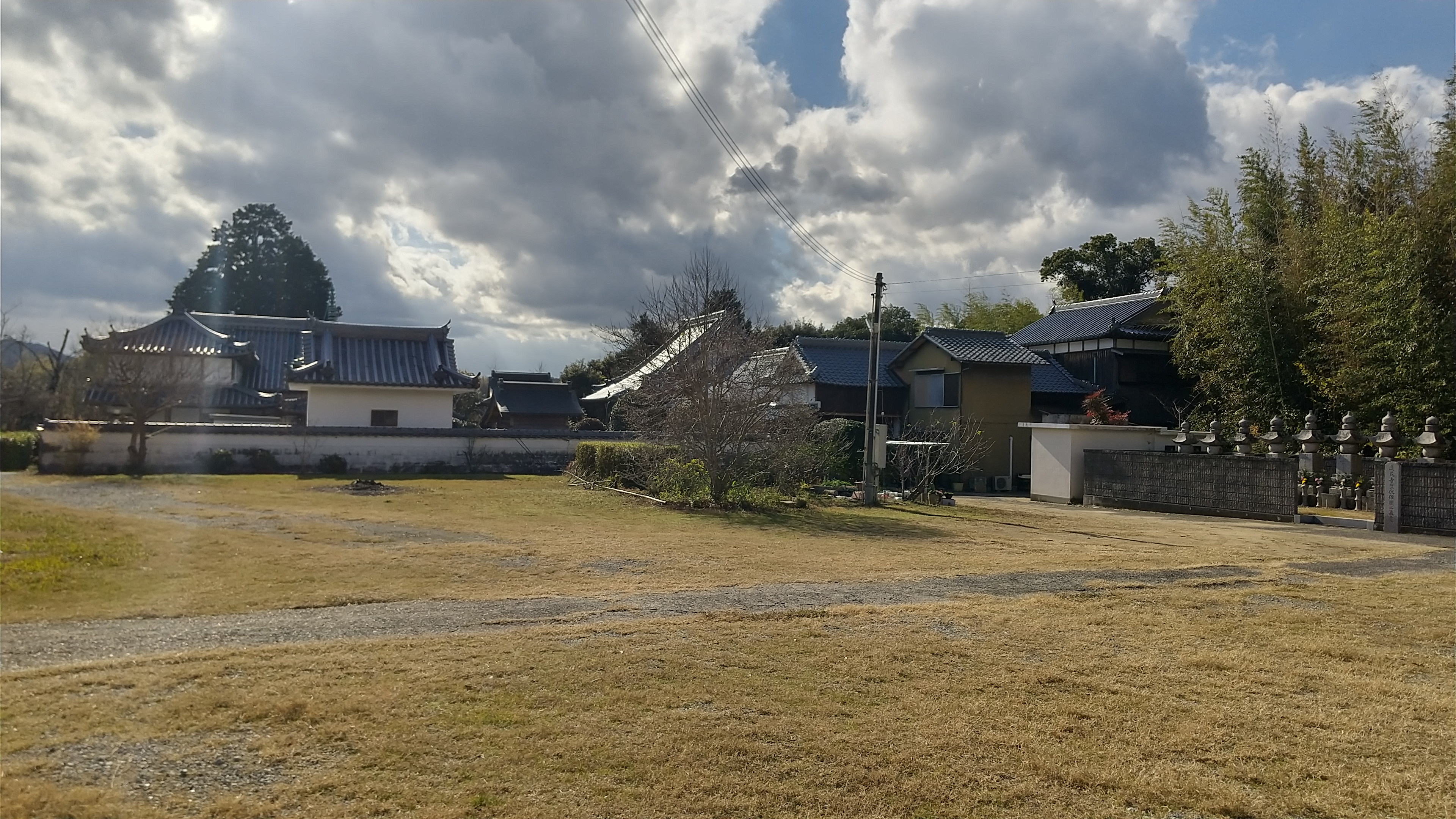
Vue extérieure du temple Renge-ji.
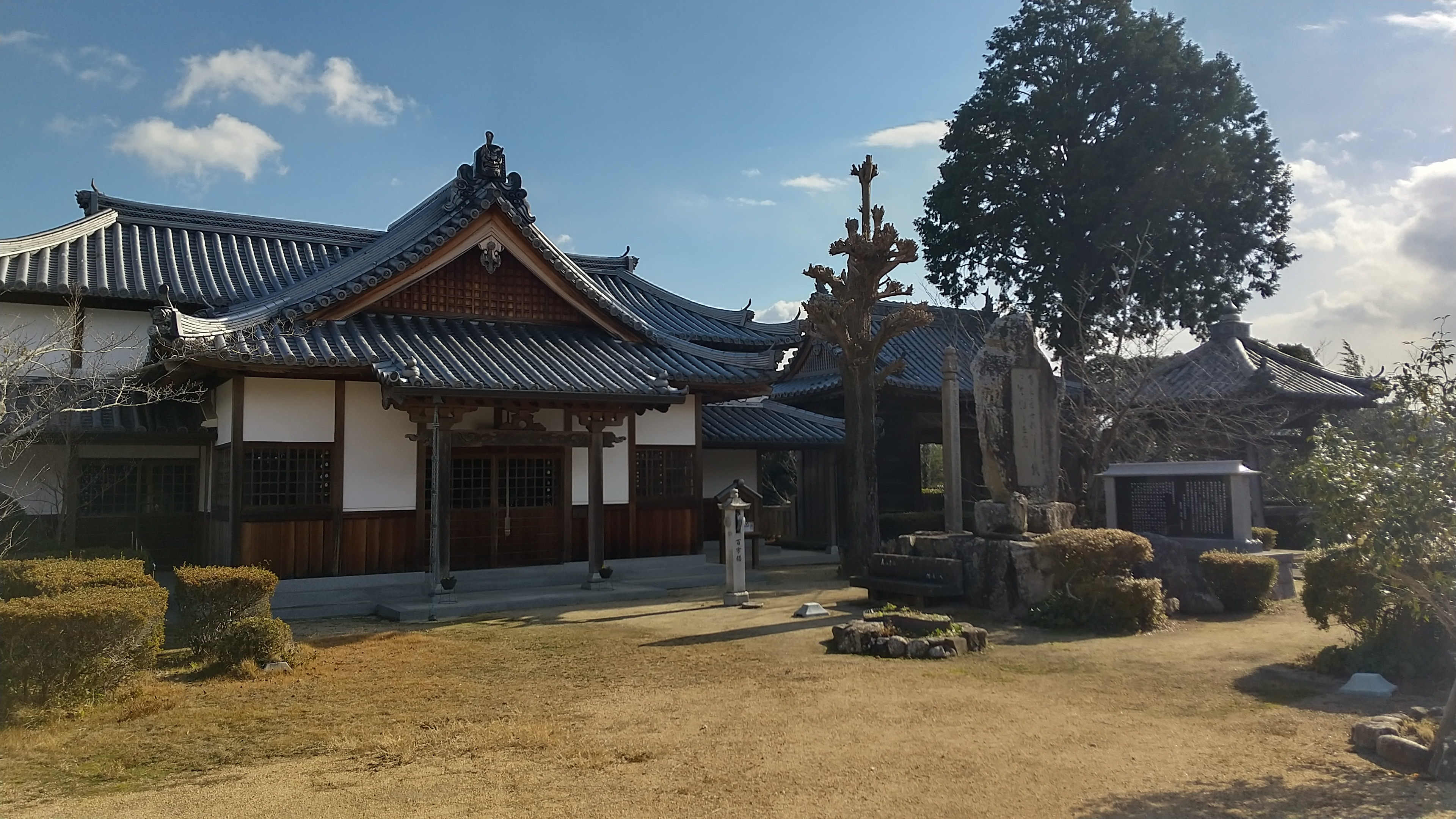
Cour intérieure du temple Rengeji.
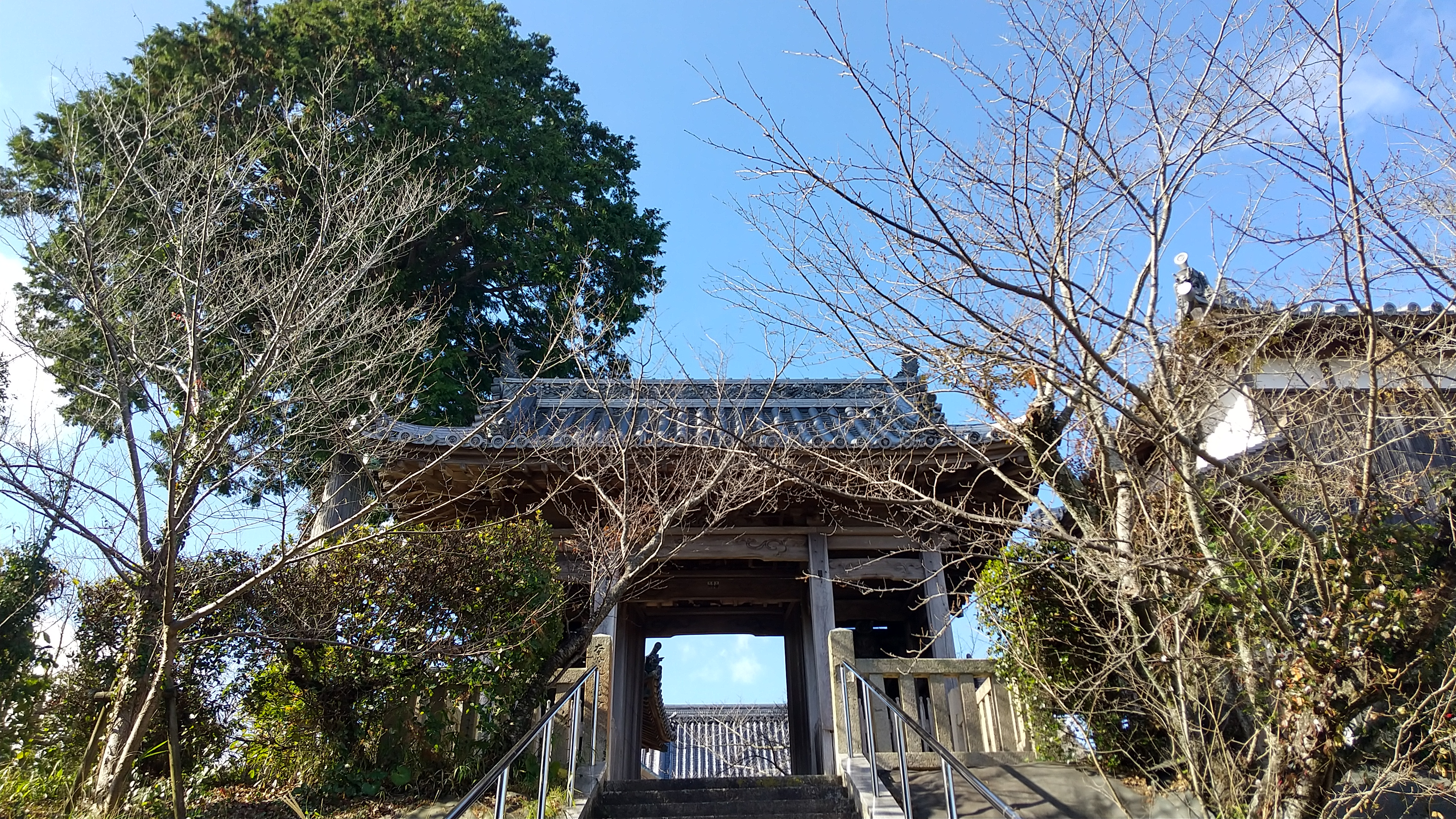
Entrée du temple Rengeji.
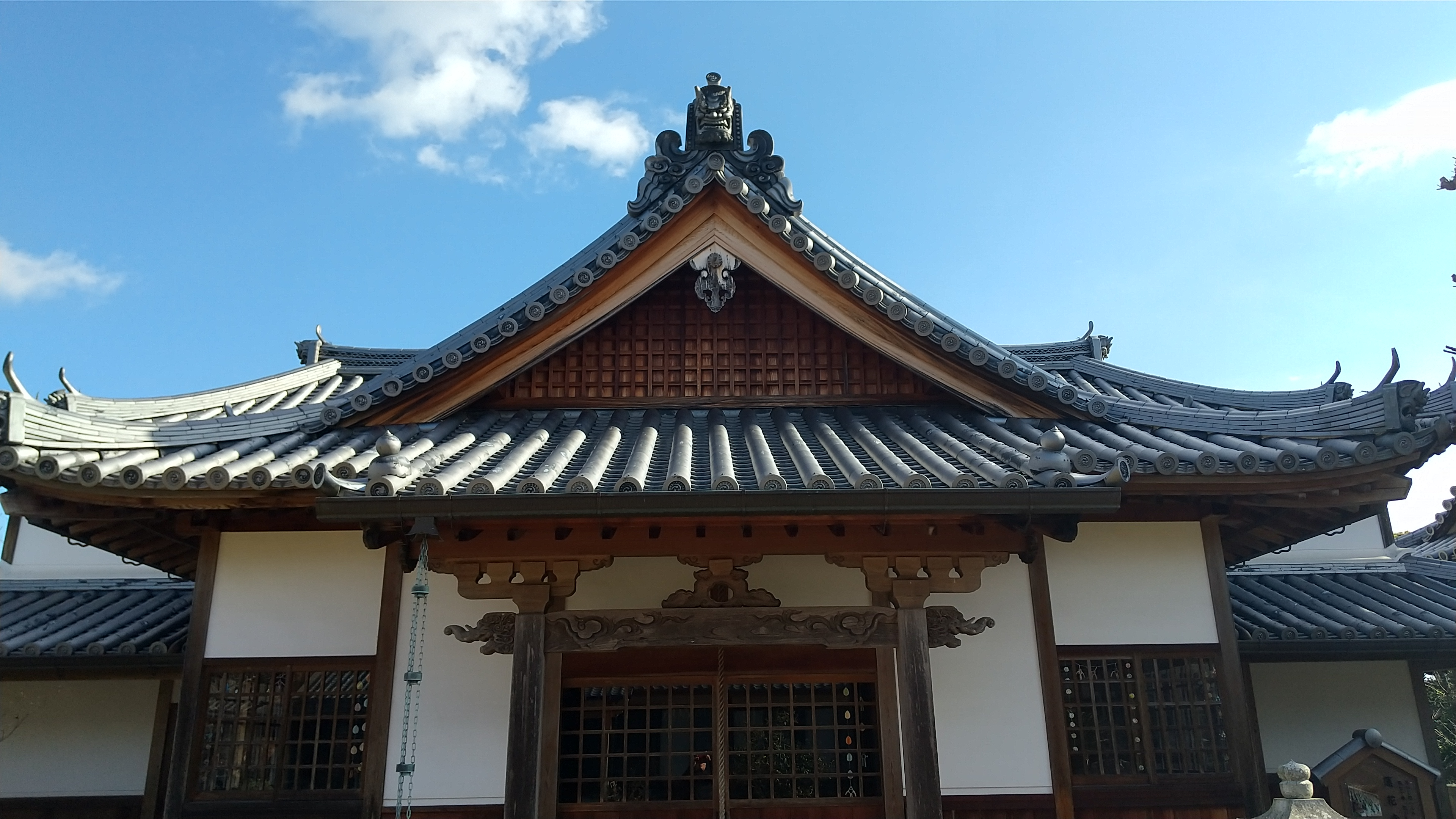
Bâtiment contenant 500 statues d'arhats.

## Statues
Le bâtiment principal du temple contient plus de 500 statues d'arhat. Celles-ci ont été finies par le moine Sanenyo en 1784, après 66 ans de travail. Elles sont remarquables pour leurs couleurs et la variété de leurs expressions.

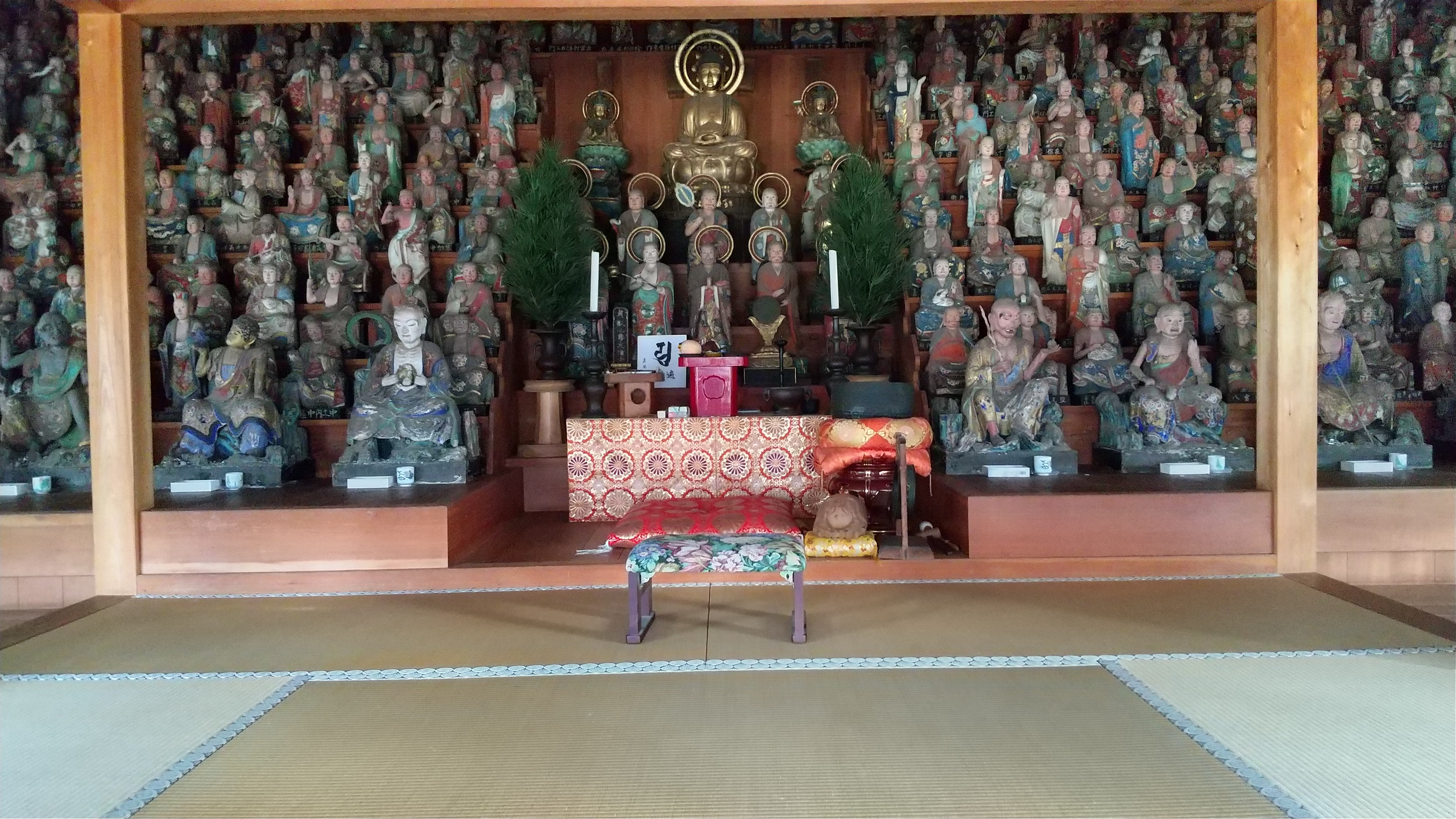
Autel principal et arhats.
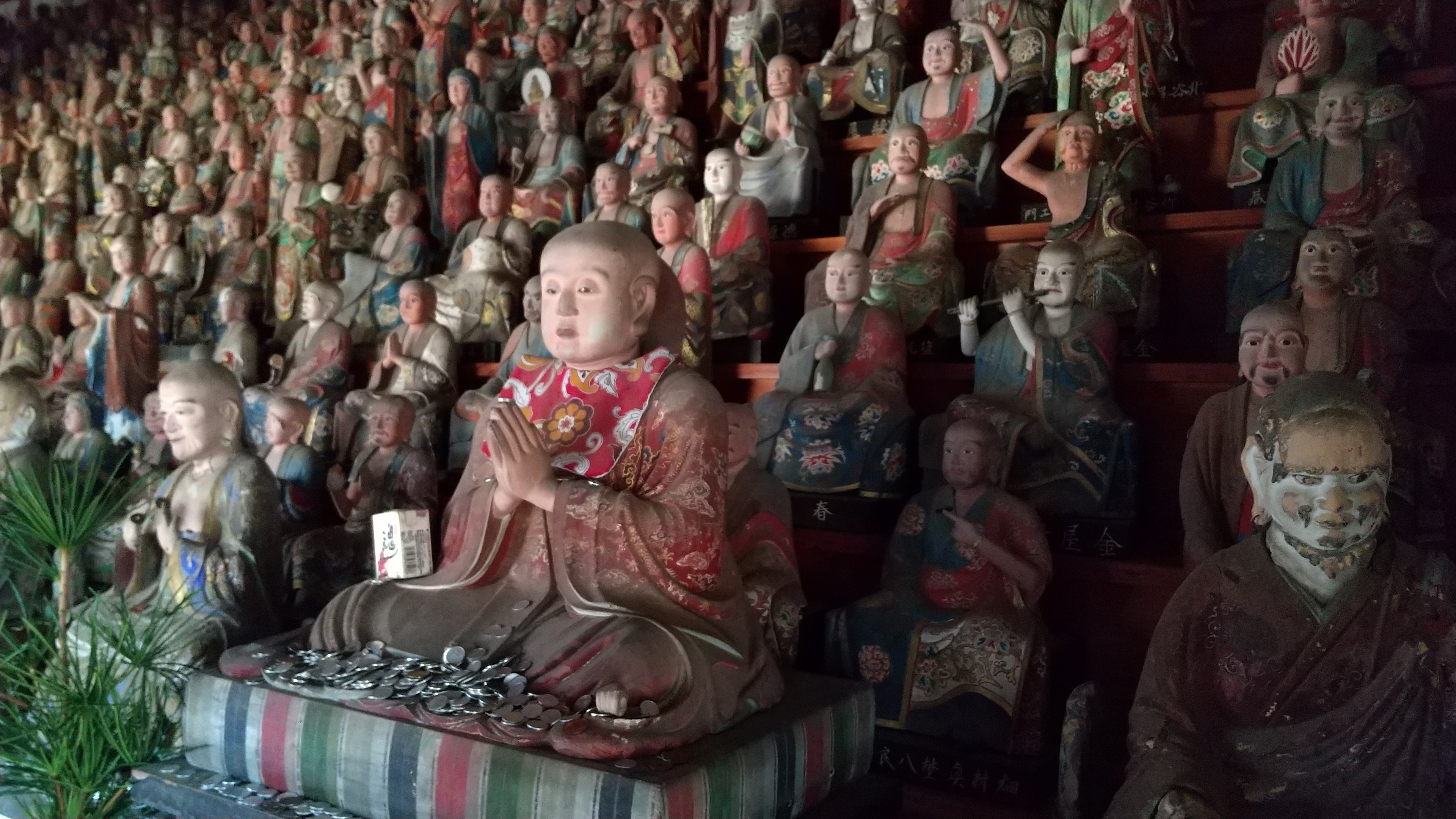
Rangs d'arhats dans le temple Rengeji.
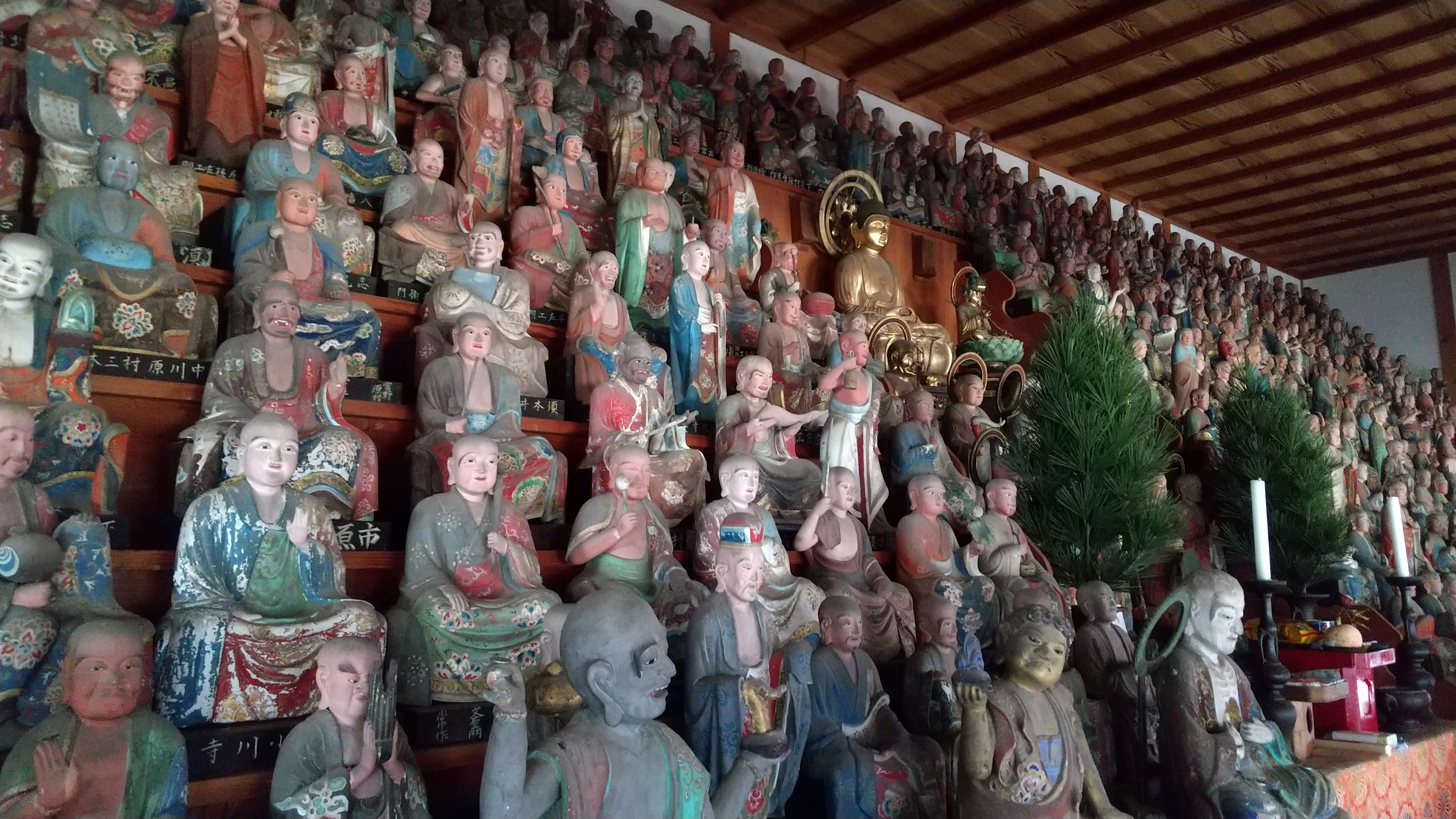
Arhats dans le temple Rengeji.

## Pèlerinage
Le temple est la 74e étape du pèlerinage d'Awaji Shikoku.